# 大宮寛久
大宮 寛久（おおみや ひろひさ） は、日本の化学者。京都大学 教授。

## 人物・経歴
高槻高等学校を経て、2002年京都薬科大学薬学部薬学科卒業。2004年京都薬科大学大学院薬学研究科修士課程薬学専攻修了、修士（薬学）。2007年京都大学大学院工学研究科材料化学専攻博士課程修了、博士（工学）、 マサチューセッツ工科大学博士研究員（ティモシー・F・ジャミソン研究室）。2008年北海道大学大学院理学研究院化学部門助教。2010年北海道大学大学院理学研究院化学部門准教授。2017年金沢大学医薬保健研究域薬学系教授。2019年科学技術振興機構戦略的創造研究推進事業さきがけ研究員。2022年京都大学化学研究所物質創製化学研究系教授。2025年京都大学院工学研究科教授。

## 受賞
- 日本化学会若い世代の特別講演会(2011)[2]
- 日本化学会北海道支部奨励賞(2012)[2]
- 北海道大学研究総長賞(2012)[2]
- 日本化学会進歩賞(2014)[2]
- Banyu Chemist Award “BCA 2014”(2014)[2]
- 北海道大学全学教育科目に係る授業アンケートにおけるエクセレント・ティーチャーズ(2014)[2]
- Thieme Chemistry Journal Award 2015(2015)[2]
- 有機合成化学協会中外製薬研究企画賞(2015)[2]
- 北海道大学教育総長賞奨励賞(2015)[2]
- 北海道大学研究総長賞奨励賞(2015)[2]
- 文部科学大臣表彰若手科学者賞(2015)[2]
- Asian Core Program Lectureship Award（China）(2018)[2]
- Asian Core Program Lectureship Award（Korea）(2018)[2]
- Asian Core Program Lectureship Award（Singapore）(2019)[2]
- 向山賞(2021)[2]
- 日本学術振興会賞(2024)
- 日本学士院学術奨励賞(2024)